# Бредесен, Эспен
Эспен Одд Бредесен (норв. Espen Odd Bredesen; род. 2 февраля 1968 года, Осло) — норвежский прыгун с трамплина, выступавший с 1990 по 2000 год. Обладатель золотой и серебряной медалей Олимпийских игр 1994 года в Лиллехаммере. Эспен является одним из четырёх прыгунов с трамплина (вместе с Томасом Моргенштерном, Матти Нюкяненом и Йенсом Вайсфлогом), которые выиграли 4 основных турнира: зимние Олимпийские игры, чемпионат мира по лыжным видам спорта, Кубок мира по прыжкам на лыжах с трамплина и Турне четырёх трамплинов.
Начал прыгать с трамплина в 10 лет. Дебютировал на чемпионате мира 1989 года в Саппоро. На Олимпийских играх 1992 года выступил неудачно, заняв последнее место на нормальном трамплине и 57-е из 59 на большом трамплине. За свои неудачные выступления он получил прозвище «Эспен Орёл», по примеру Эдди Эдвардса. Однако очень быстро Бредесен заставил забыть о своих неудачах.
На чемпионате мира по лыжным видам спорта 1993 года в Фалуне он взял золотые медали как в одиночном, так и в командном соревновании на большом трамплине. В сезоне 1993/94 он выиграл Турне четырёх трамплинов. Он выиграл золотую и серебряную медали на Олимпийских играх 1994 года. Бредесен дважды устанавливал мировой рекорд по полётам на лыжах: сначала он прыгнул на 209 метров в 1994 году, а затем — на 210 метров в 1997 году.
В 1997 году он женился на Вибеке, с которой сегодня живёт в городке к югу от Тронхейма.
Последний раз выступал в 1999 году в польском Закопане. Решению об окончании карьеры способствовало рождение дочери Авроры в том же году.